# 사이키정 (히로시마현)
사이키정(佐伯町)은 히로시마현 사에키군에 존재했던 정이다.
2003년 3월 1일에, 요시와촌과 함께 히쓰카이치시에 편입되어 소멸하였다

## 역사
- 1955년 4월 1일 - 사에키군 쓰다정 및 아사하라촌, 구지마촌, 유와촌, 시와촌이 대등합병해 사에키정이 성립하였다.
- 1982년 4월 1일 - 정명의 발음을 사에키정(さえきちょう)에서 사이키정(さいきちょう)으로 변경.
- 2003년 3월 1일 - 요시와촌과 함께 히쓰카이치시에 편입되어 소멸하였다.

## 교통

### 철도
- 서일본 여객철도 산요 본선
- 히로시마 전철 미야지마 선
- 히로시마 관광 개발 미야지마 로프웨이

### 도로
- 국도 186호선
- 국도 제434호선 (일본)(일본어판)